# Церковь Богородицы Паммакаристы

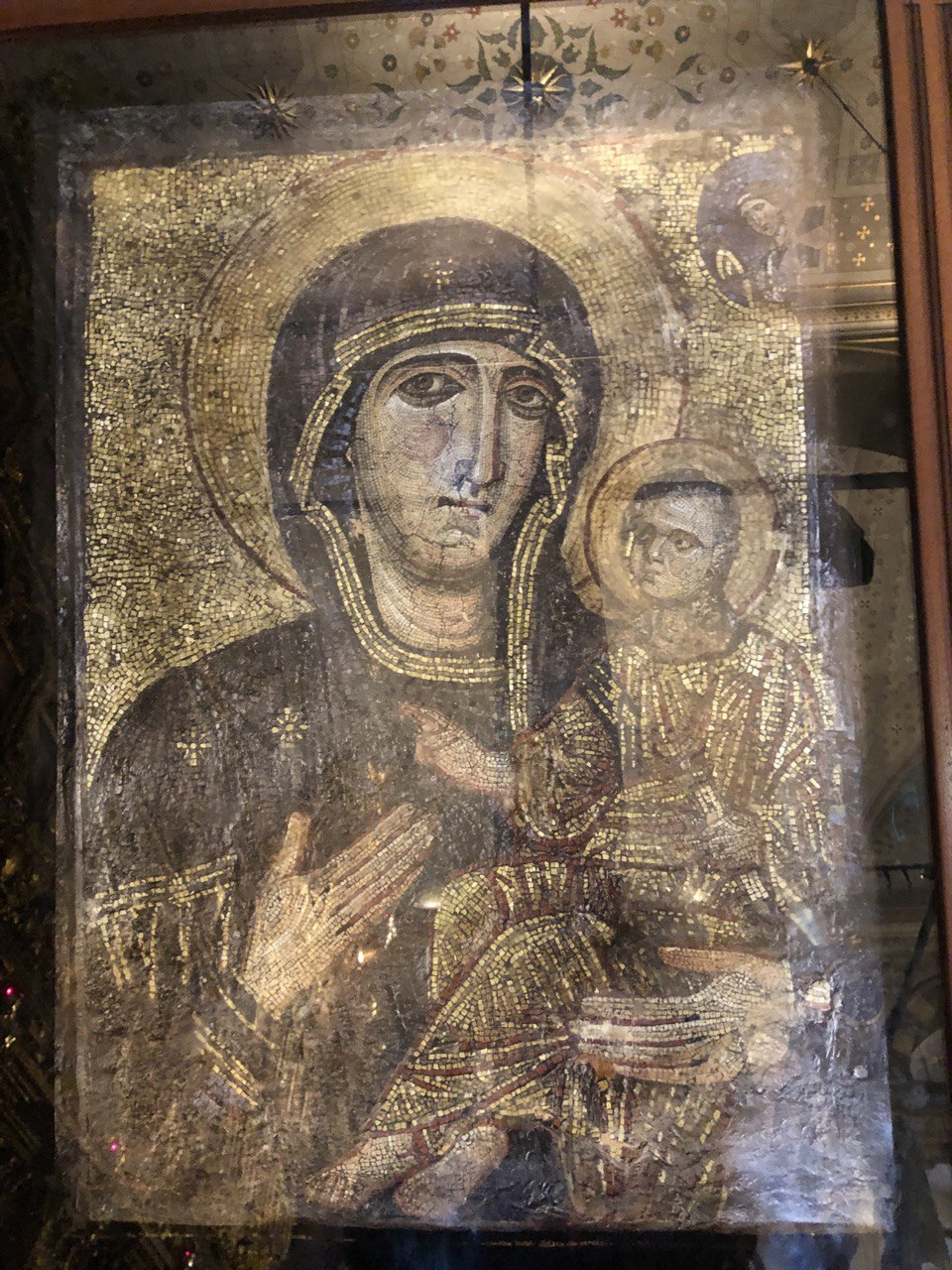
Икона Богородицы Паммакариста (греч. Всеблаженная) из церкви Паммакаристы. Ныне находится в патриаршем соборе святого Георгия в Константинопольской патриархии

Церковь Богородицы Паммакаристы («Всеблаженная», греч. Εκκλησία της Θεοτόκου Παμμακάριστου), Фетхие́-джами́ («Завоевания», тур. Fethiye Camii) — бывшая церковь монастыря Паммакаристос (тур. Teotokos Pamakaristos Manastırı, греч. Μονή Παμμακάριστου), самый значительный памятник византийского искусства, сохранившийся в Стамбуле от правления Палеологов. По площади уцелевших мозаик уступает лишь собору Святой Софии и церкви в Хоре.  

## История
Пятиглавое (и поначалу трёхнефное) здание принадлежит довольно позднему периоду в развитии византийского зодчества (вероятно, к XII веку). Многие историки и археологи считают, что первоначальная конструкция здания может быть отнесена ко времени Михаила VII Дуки (1071—1078). Шведский учёный Эрнест Мамбури предположил, что церковь была основана в VIII веке. Наружные фасады здания демонстрируют типичный пример поздневизантийской архитектуры.

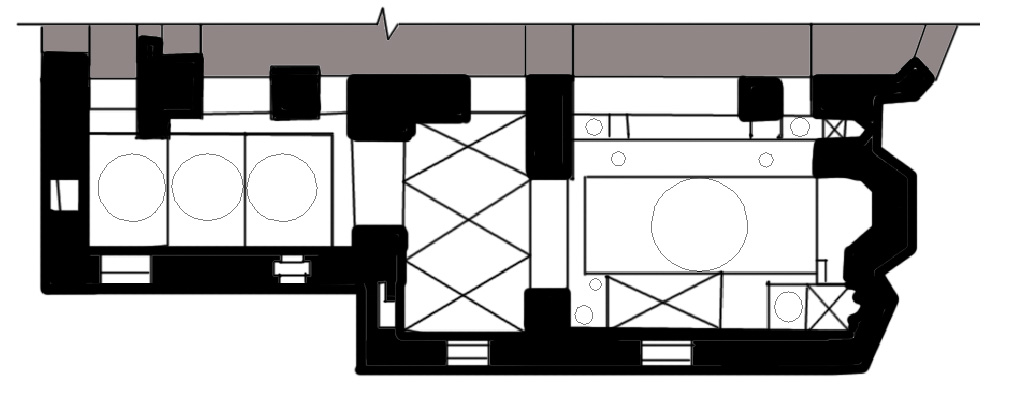
Парекклесия (план).

По одной из версий, нынешнее здание было возведено вскоре после конца владычества крестоносцев над Константинополем (1261), когда византийцы занимались восстановлением города. Согласно письменным источникам, здание было построено протостратором Михаилом Дукой Главой Тарханиотом, племянником императора Михаила VIII Палеолога, между 1292 и 1294 годами.
Вскоре после 1310 года вдова византийского военачальника Михаила Главы Мария (в монашестве Марфа) соорудила у юго-восточной стороны храма Спасский придел, в котором они оба были захоронены.
Спустя три года после падения Константинополя, в 1456 году Вселенский патриарх перенёс свою кафедру в церковь Паммакаристы, где она оставалась до 1587 года.
В 1590 году султан Мурад III ознаменовал завоевание Закавказья обращением церкви в мечеть Фетхие-джами («мечеть Завоевания»). При создании молельного зала были разобраны все внутренние перегородки и перекрытия и сбиты мозаики и фрески в основном объеме здания. Сохранились они только в южном приделе (пареклесии), где были не сбиты, а лишь заштукатурены. 
Мечеть подверглась реставрации в 1845—1846 годах. В 1949 году комплекс был вновь реставрирован Американским институтом Византии, в частности, были раскрыты сохранившиеся мозаики и фрески в пареклесии. Пареклесия была отделена стеной от основного объема мечети и стала функционировать как музей. Осенью 2011 года здание было закрыто на очередную реставрацию. На территории двора мечети были обнаружены остатки цистерн и бань византийского времени, предлагается организация здесь археологического парка. По состоянию на 25.08.2024 музей закрыт на реконструкцию.

### Пареклесия
Пареклесия — южный придел храма, посвящённый Иисусу Христу. В отличие от остальных частей здания, он сохранил мозаичный декор, относящийся к XIV веку. Пареклесия имеет крестообразный план, купол высотой 2,3 м над наосом, галерею и нартекс.

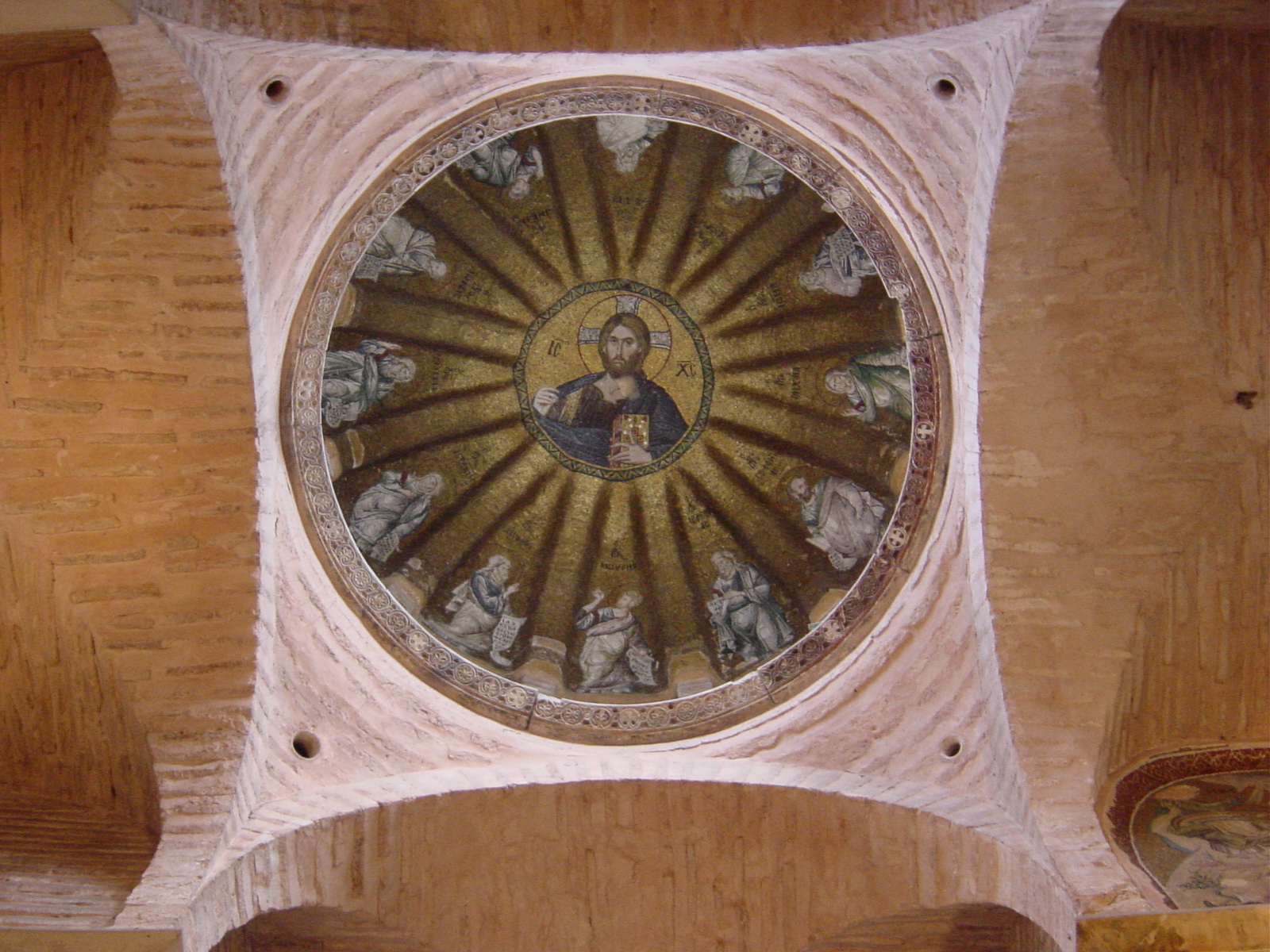
Вид на центральный купол пареклесии с Христом Пантократором, окружённый пророками Ветхого Завета

По южной стене каллиграфическим рельефом начертана эпитафия, сочинённая придворным поэтом Мануилом Филом.
После реставрации мозаик, предпринятой Американским институтом Византии в 1949 году, пареклесия открыта для посетителей в качестве музея.
На апсиде — изображения Христа, Богородицы и Иоанна Крестителя. В куполе изображен Христос Пантократор и 12 ветхозаветных пророков, в парусах — сцены Крещения и фигуры святых.
Пророки:
1. Исаия. Надпись на свитке: «Вот, Господь восседит на облаке легком» (Ис.19:1)
2. Моисей. «Господь, Бог ваш, есть Бог богов и Владыка владык» (Вт. 10:17)
3. Иеремия. «Вот наш Господь, ничто с ним не сравнится»
4. Софония. «Огнём ревности Его пожрана будет вся эта земля» (Сф.1:18)
5. Михей. «Гора дома Господня поставлена будет во главу гор и возвысится над холмами» (Мх. 4:1)
6. Иоиль. «Бойся, земля: радуйся и веселись, ибо Господь велик, чтобы совершить это» (Иоиль 2:21)
7. Захария. «Господа Саваофа — горою святыни» (Зх. 8:3)
8. Авдий. «На горе Сионе будет спасение» (Авдий 1:17)
9. Аввакум. «Господи! услышал я слух Твой» (Авв. 3:2)
10. Иона. «Молитва моя дошла до Тебя» (Иона 2:8)
11. Малахия. «Вот, Я посылаю Ангела Моего» (Малахия 3:1)
12. Иезекииль. «И тогда все верующие исчезнут»

В юго-западной части наоса находятся шесть фигур святых монахов. В центре паруса купола находится святой Антоний. Внизу западного паруса — фигура Ефимия, наверху в парусах северо-западной колонны — Савва и Иоанн Лествичник. В западной арке находятся Арсений и Харитон.

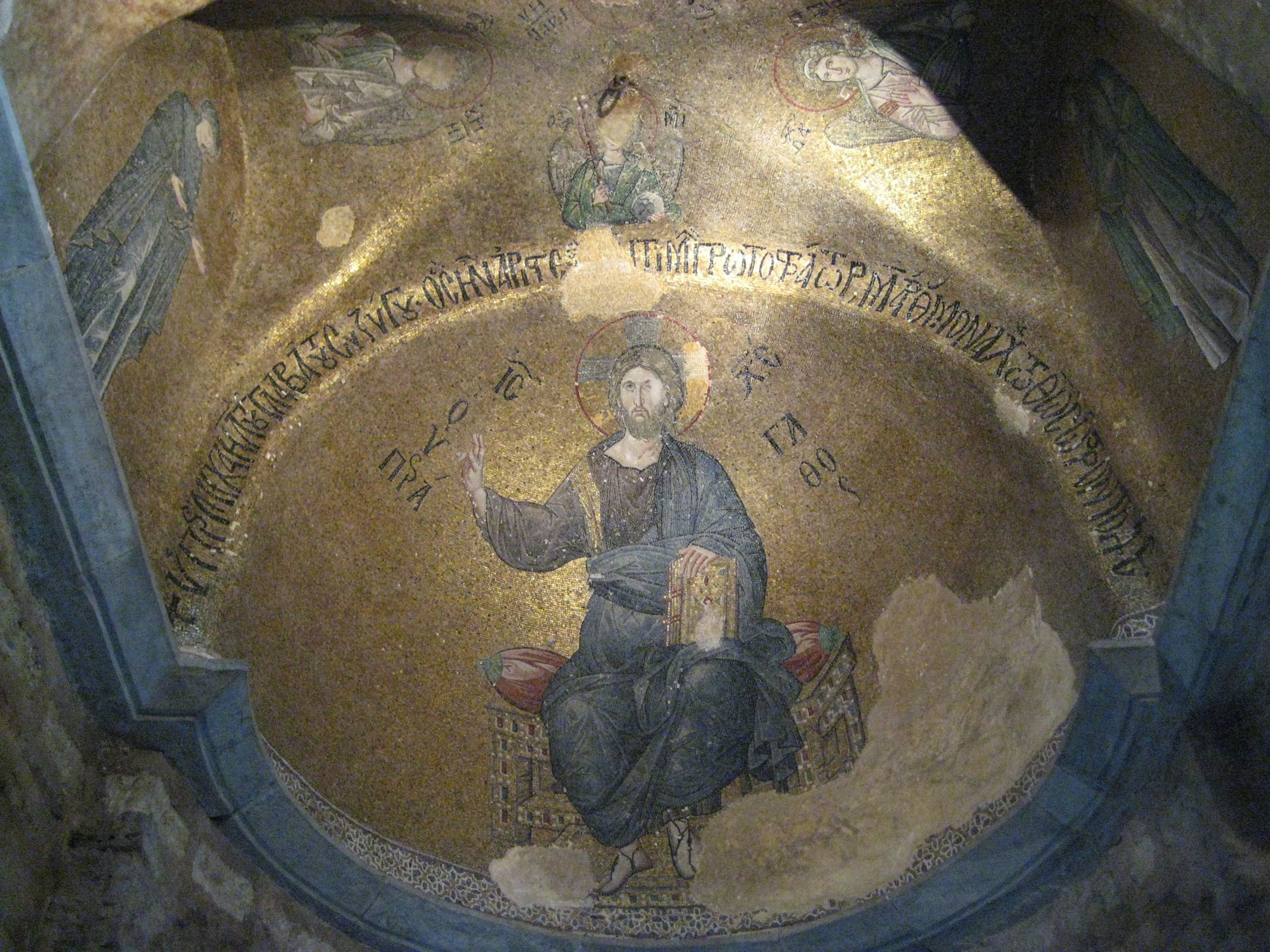
Спаситель, мозаика в конхе
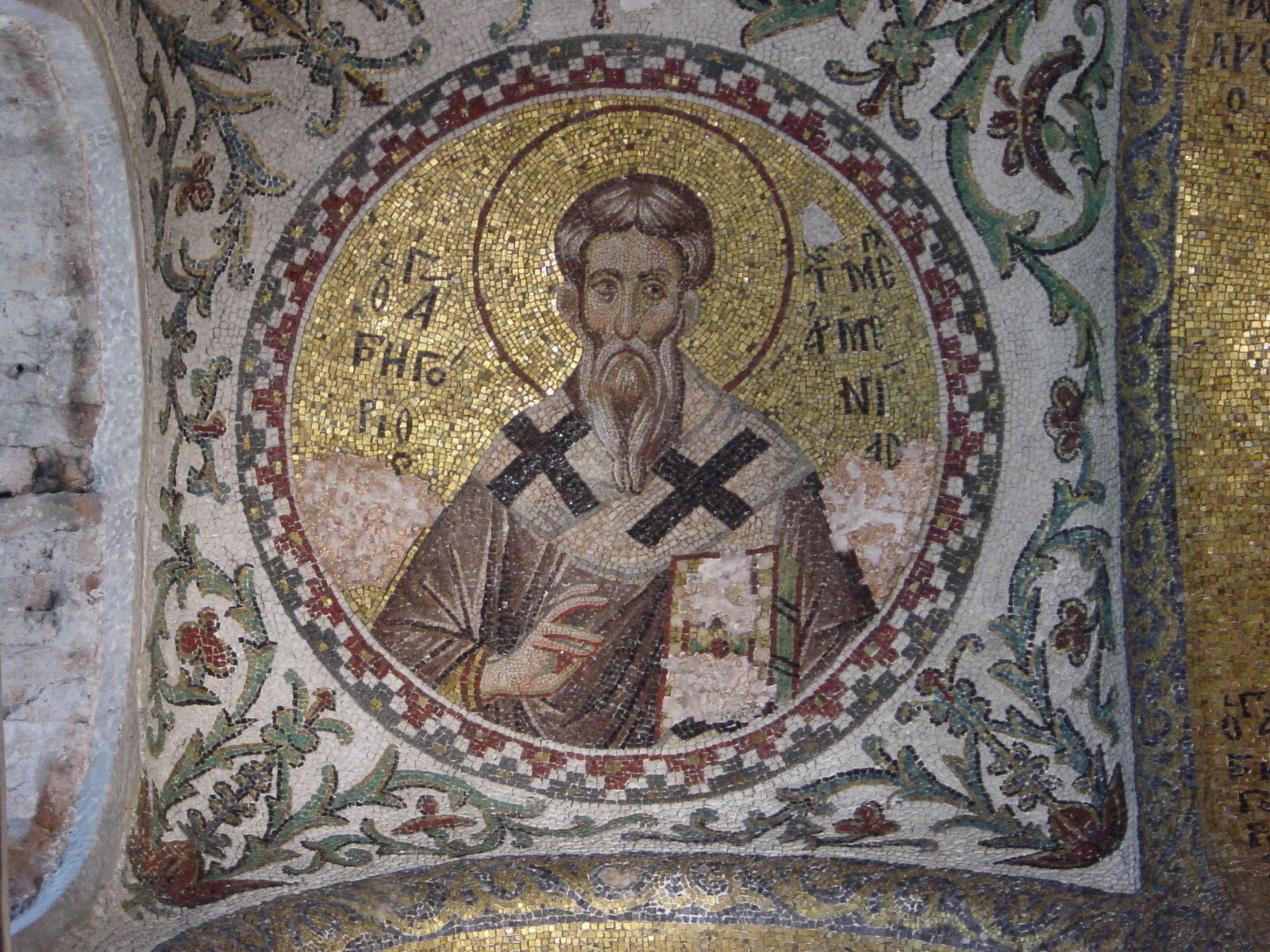
Григорий Просветитель
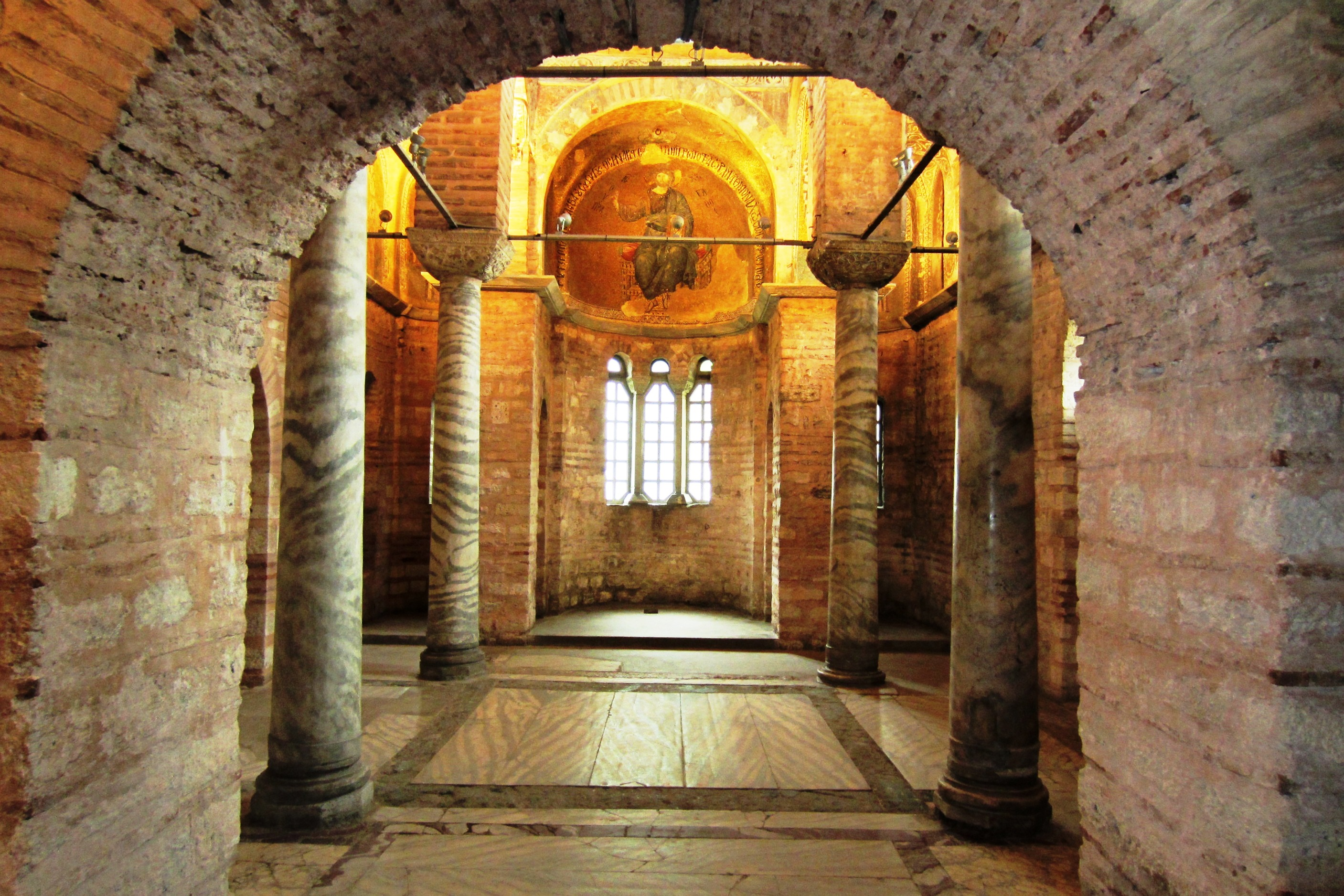
интерьер
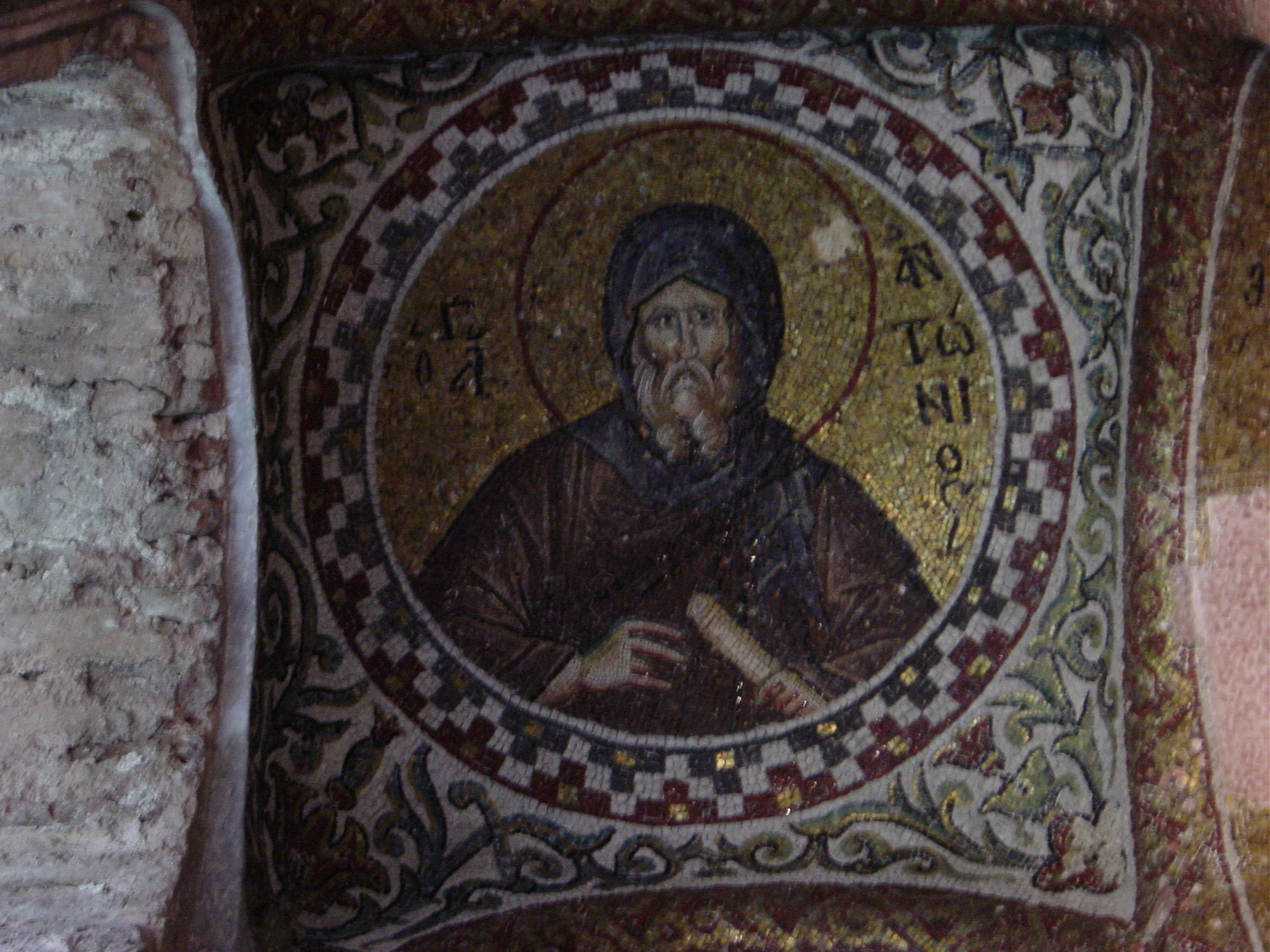
Святой Антоний
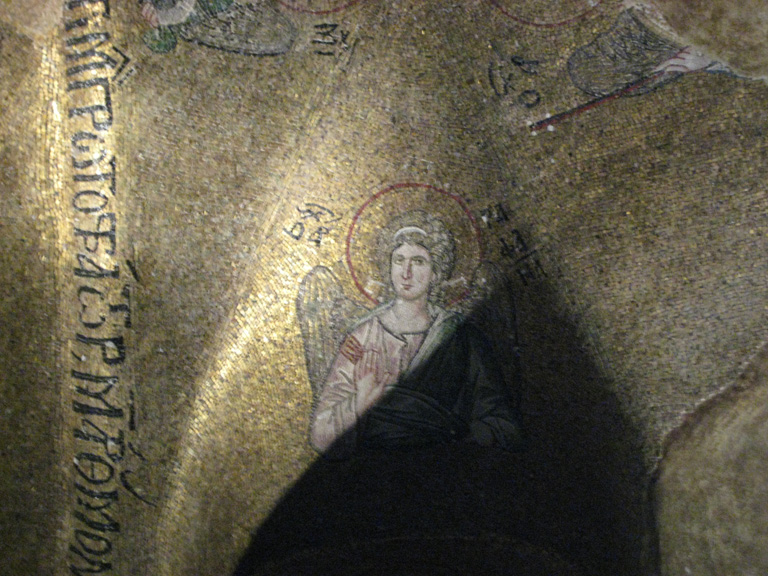
Ангел